# 機械的組織
機械的組織（きかいてきそしき、英語: mechanistic organization）とは組織の形態の概念を意味する。
組織内部での規則や任務が厳密に定められている組織の事を機械的組織と言う。このような組織は地位や階層が明白に定められており、手続きなどといった公式での定めも多く存在している。多くの場合は中央集権化されており、重要な事柄はトップが決めるという形になっている。安定した環境に置かれている組織では職務の分担や規約に則った統制やコミュニケーションを行い、最適なパターンを作り出して運営する事が有効であるとされるため、機械的組織という形で組織が構成されている事が多い。反対に不安定な環境で厳密に定まっていない組織は有機的組織と呼ばれる。